# Kuzněcov NK-12
Kuzněcov NK-12 je sovětský turbovrtulový motor z padesátých let, který vznikl v konstrukční kanceláři Kuzněcov. Motor NK-12 má dvě velké čtyřilisté protiběžné vrtule o průměru 5,6 m (NK-12MA) a 6,2 m (20 ft) (NK-12MV). Jedná se o nejvýkonnější turbovrtulový motor, který se dostal do provozu.

## Vývoj
Konstrukce, ze které nakonec vzešel motor NK-12, byla vyvinuta po druhé světové válce týmem ruských konstruktérů a odvlečených německých inženýrů pod vedením Ferdinanda Brandnera, který předtím pracoval pro Junkerse; v čele konstrukční kanceláře stál hlavní inženýr Nikolaj D. Kuzněcov. Design NK-12 tak vznikl z německých studií o turbovrtulovém motoru z konce války; ty začaly poválečným vývojem turbovrtulového motoru Jumo 022 z doby války, který byl navržen tak, aby poskytoval výkon 6 000 shp (4 500 kW) a vážil 3 000 kg. Úsilí pokračovalo konstrukcí o výkonu 5 000 shp (3 700 kW) a hmotnosti 1 700 kg. Dokončen byl roku 1947. Vývoj k variantě TV-12 o výkonu 12 000 shp (8 900 kW) vyžadoval rozsáhlé použití nově vyvinutých sovětských slitin a byl dokončen v roce 1951.
NK-12 zůstává nejvýkonnějším turbovrtulovým motorem, který vstoupil do služby. I když motor Europrop TP400 se mu (v roce 2005) přiblížil. Další motor podobných parametrů - Pratt & Whitney T57 o výkonu 15 000 shp (11 000 kW) a tahu 5 000 lbf (22 kN) - běžel 3 100 hodin předtím, než byl jeho vývoj v roce 1957 zrušen.
NK-12 pohání např. bombardér Tupolev Tu-95 a jeho varianty jako námořní hlídkový letoun Tu-142 a dopravní letoun Tupolev Tu-114 (s NK-12MV), který stále drží titul nejrychlejšího vrtulového letadla, přestože byl v roce 1991 vyřazen ze služby.

## Varianty

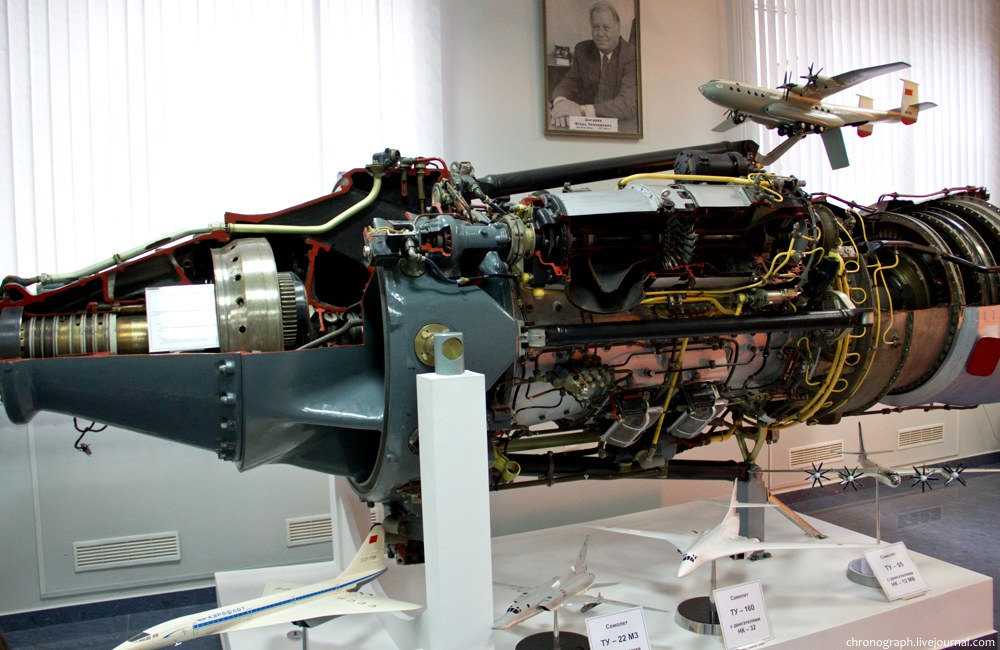
NК-12МV

NK-12První vývojový model
NK-12MNK-12M vyvinul 8 948 kW (11 999 hp)
NK-12MA11 185 kW (14 999 hp)
NK-12MK11 000 kW (15 000 shp) (ekvivalent)
NK-12MV11 033 kW (14 795 hp)

## Použití

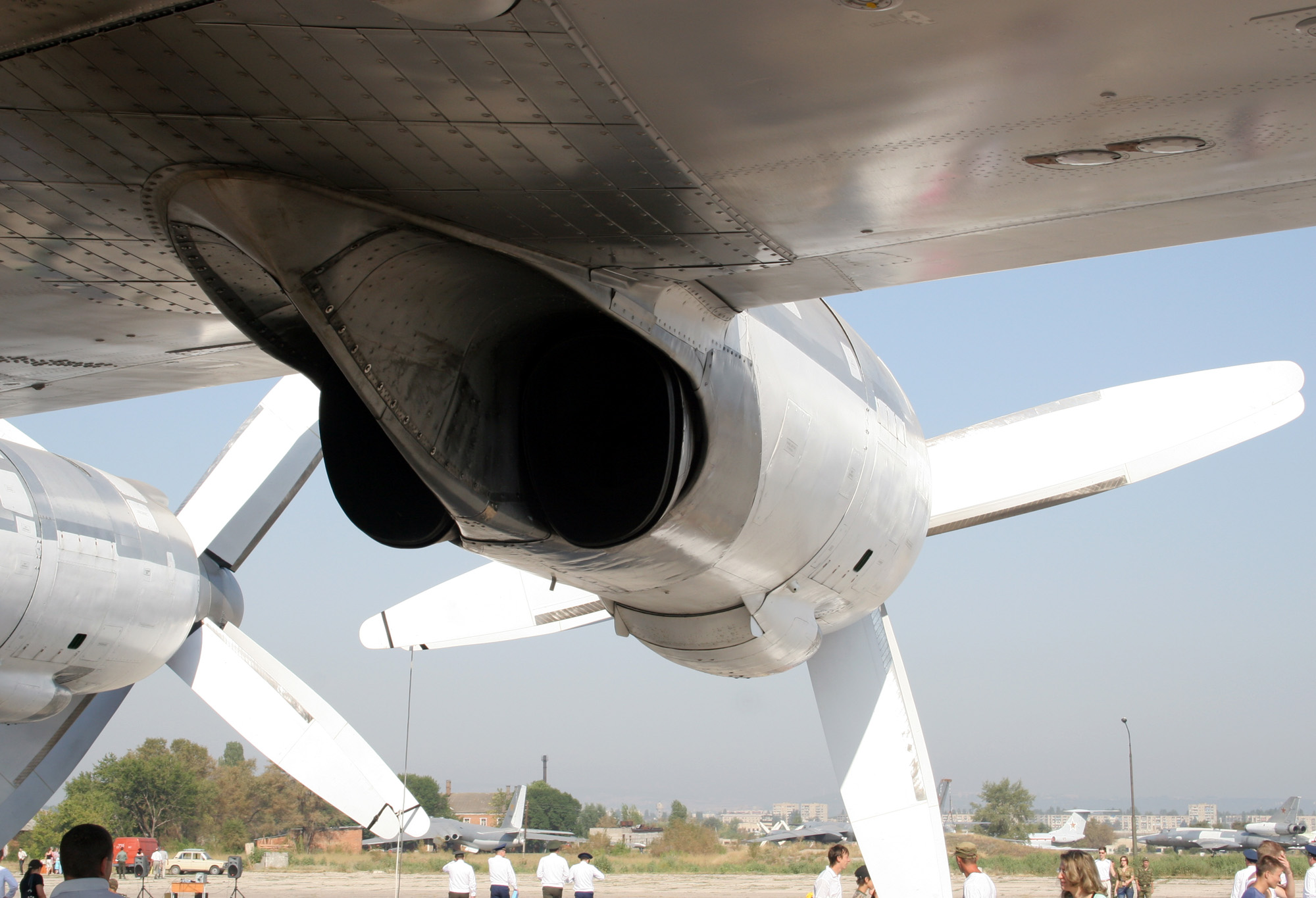
Výstup z motoru NK-12 na Tu-95

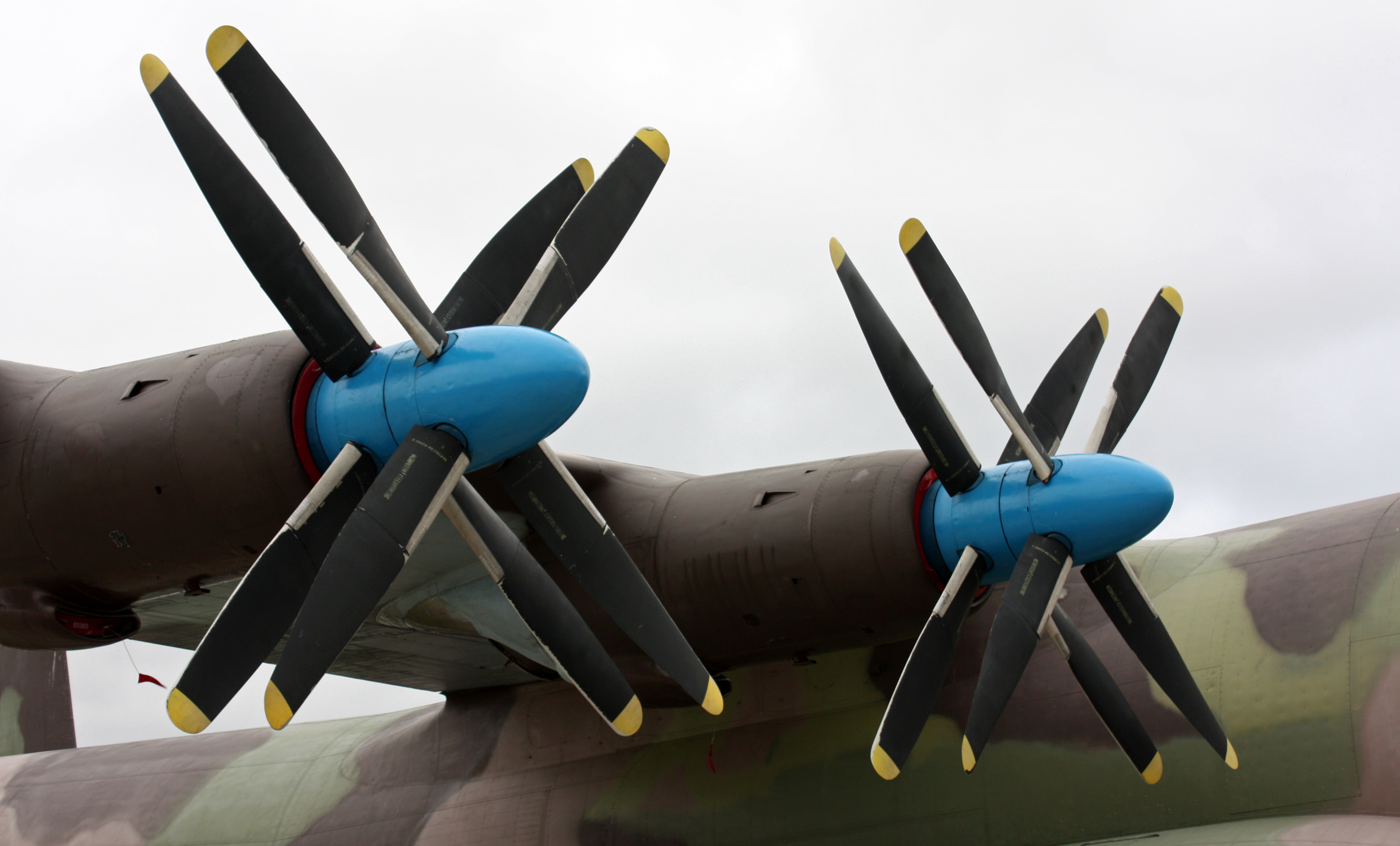
Pár motorů Kuzněcov NK-12MA na stroji Antonov An-22

- A-90 Orljonok
- Antonov An-22
- Tupolev Tu-95
- Tupolev Tu-114
- Tupolev Tu-116
- Tupolev Tu-126
- Tupolev Tu-142

## Specifikace (NK-12MV)

### Technické údaje
- Typ: Turbovrtulový motor
- Délka: 6 m
- Průměr: 1 150 mm
- Hmotnost suchého motoru: 2 900 kg

### Součásti
- Kompresor: čtrnáctistupňový axiální kompresor
- Spalovací komora: prstencová
- Turbína: pětistupňová
- Palivo: Kerosin JP-4 / sovětský spec. T-1 nebo T-2

### Výkony
- Maximální výkon: 11 000 kW (15 000 shp) (ekvivalent) / 11 000 kW (14 750 shp) + 2,78 kN (625 lbf) při 9 250 ot./min.
- Celkový poměr stlačení: 13:1 při 9 250 ot./min.
- Průtok/hltnost vzduchu: 65 kg/s (140 lb/s) při 9 250 ot./min.
- Teplota plynů před turbínou:  1 250 K (980 °C)
- Měrná spotřeba paliva: 0,219 kg/kW/h (0,360 lb/shp/h)
- Poměr výkon/hmotnost: 3,7 kW/kg (2,3 hp/lb)